# Slađana Bukovac
Slađana Bukovac (Glina, 1971.), hrvatska novinarka i književnica. Živi na relaciji Glina - Zagreb. Studirala povijest umjetnosti i komparativnu književnost. Zaposlena na Hrvatskoj televiziji kao novinarka u emisiji Pola ure kulture. Napisala je roman Putnici, za koji je nagrađena Slavićem i Kiklopom za debitantsku knjigu godine, pjesničku zbirku Nijedan pauk nije savršen, nominiranu za Kiklopa za poeziju. te roman Rod avetnjaka, za koji je nagrađen Nagradom "Fran Galović" i ušla u uži izbor za nagradu „Meša Selimović". Romanom Stajska bolest ušla je u uži izbor za Nagradu Fric. Članica je Hrvatskog društva pisaca.